# Décima terceira Doutora
A Décima terceira Doutora (em inglês: Thirteenth Doctor) é uma das encarnações do Doutor, o protagonista da série britânica de ficção científica Doctor Who. É interpretada por Jodie Whittaker, que assumiu o papel no especial de Natal de 2017, "Twice Upon a Time", logo após a saída de Peter Capaldi.
Dentro da narratva do programa, o Doutor é um alienígena humanoide viajante do tempo de uma raça conhecida como Senhores do Tempo. Quando ele está gravemente ferido pode regenerar seu corpo, mas ao fazer isso, ganha uma nova aparência física e, com ela, uma nova personalidade. Este mecanismo permitiu que o Doutor fosse interpretado por uma série de atores ao longo dos mais de 50 anos do programa. Whittaker é a primeira mulher a assumir o papel. Sua encarnação da Doutora é de uma aventureira alegre, apaixonada por construir coisas, valorizando muito as amizades e buscando soluções não violentas.
Os primeiros acompanhantes desta encarnação da Doutora foram o trio Ryan Sinclair (Tosin Cole), seu avô Graham O'Brien (Bradley Walsh) e a policial Yasmin Khan (Mandip Gill), todos de quem ela conheceu logo após sua regeneração; após se separar dos dois primeiros, ela viaja com Yasmin e Dan Lewis (John Bishop). Ela também se encontrou com seus ex-companheiros Capitão Jack Harkness (John Barrowman), Tegan Jovanka (Janet Fielding) e Ace (Sophie Aldred).

## Antecedentes
Após o anúncio de que Steven Moffat deixaria o cargo de showrunner em dezembro de 2017 e seria substituído por Chris Chibnall, houve especulações de que Peter Capaldi permaneceria no papel de Décimo segundo Doutor ou deixaria a série também. Em 30 de janeiro de 2017, Capaldi confirmou que a décima temporada seria sua última. Ele tomou a decisão pois estava inseguro se conseguiria entregar boas performances caso permanecesse no papel por muito tempo. Após o anúncio, vários relatos da mídia e de casas de apostas especularam sobre quem iria substituí-lo como o Décimo terceiro Doutor, com Ben Whishaw, Phoebe Waller-Bridge, Olivia Colman, Richard Madden, Maxine Peake, Kris Marshall e Tilda Swinton sendo os nomes mais cotados.
O conceito de uma Doutora mulher foi discutido pela primeira vez na década de 1980, quando o produtor John Nathan Turner sugeriu a possibilidade de Peter Davison ser substituído por uma mulher após sua saída como o Quinto Doutor. Em outubro de 1986, durante a transmissão da temporada final de Colin Baker como o Sexto Doutor, o criador da série Sydney Newman escreveu ao controlador da BBC, Michael Grade, sugerindo que o Sétimo Doutor fosse interpretado por uma mulher; Frances De La Tour, Joanna Lumley e Dawn French foram vistas como potenciais candidatas. No entanto, o ator escocês Sylvester McCoy foi escolhido para substituir Baker. Lumley apareceu mais tarde como uma versão satírica do Décimo terceiro Doutor na paródia The Curse of Fatal Death em 1999. Arabella Weir também interpretou um Terceiro Doutor alternativo no áudio Exile da Big Finish. Nenhuma das duas atuações são consideradas como parte da continuidade de Doctor Who. Antes do retorno da série em 2005, Judi Dench foi uma das atrizes consideradas para o papel do Nono Doutor, enquanto Helen Mirren foi sugerida como uma potencial Décima segunda Doutora.

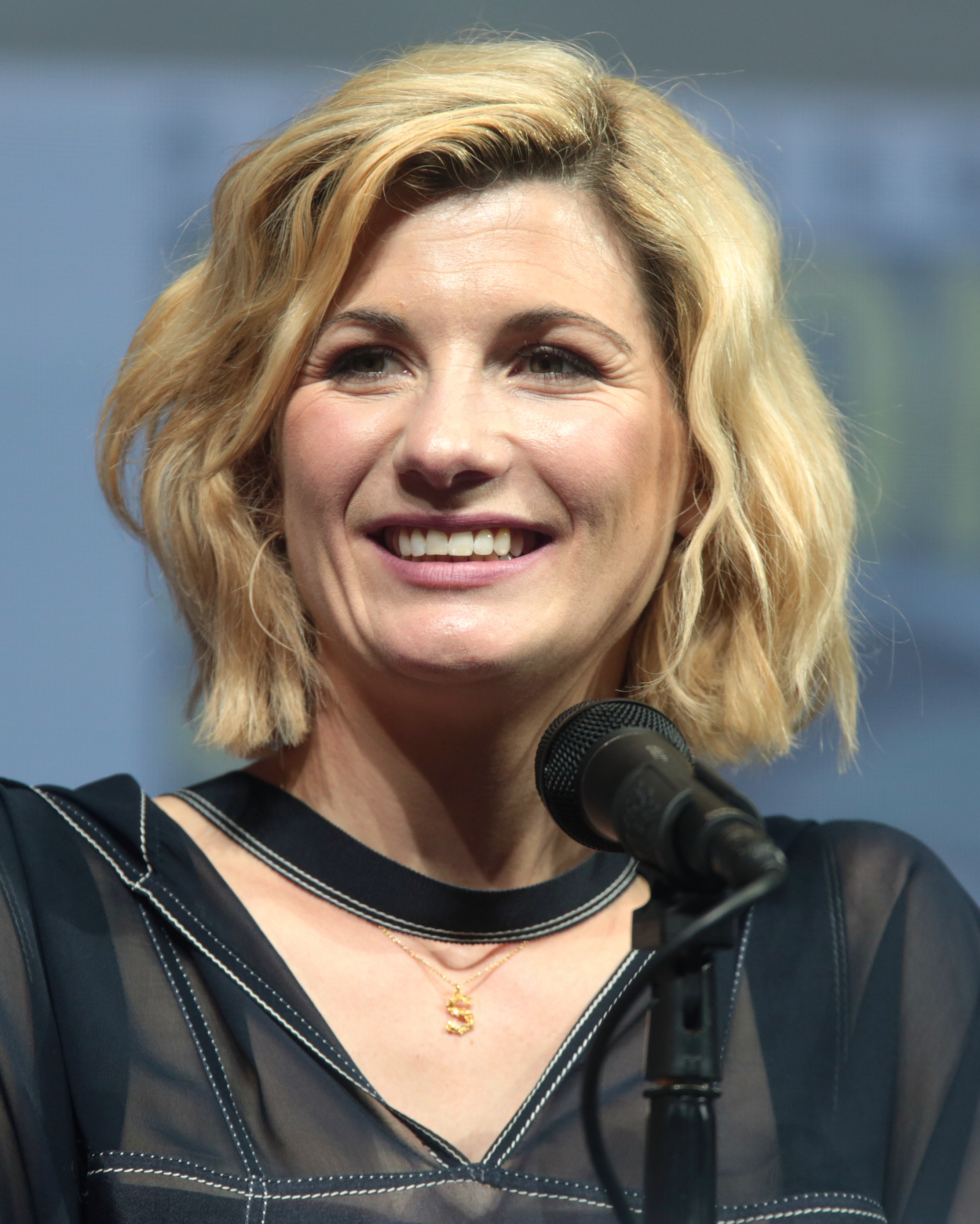
Jodie Whittaker foi a primeira mulher escolhida para o papel do Doutor.

O conceito dos Senhores do Tempo poderem mudar de gênero após a regeneração foi implementado durante o tempo em que Moffat foi showrunner. No episódio de 2011 "The Doctor's Wife", o Doutor lembra de um Senhor do Tempo conhecido como o Corsário, que tinha pelo menos duas encarnações femininas. Em "The Night of the Doctor" de 2013, a Irmandade de Karn oferece uma regeneração controlada ao Oitavo Doutor (Paul McGann), na qual poderia escolher entre "homem ou mulher". A primeira troca de gêneros numa regeneração foi mostrada no episódio de 2015 "Hell Bent", no qual um general masculino de Gallifrey (Ken Bones) se regenera em uma mulher negra (T'Nia Miller), que afirma que versão de Bones era a única vez em que tinha sido homem.
O Senhor do Tempo mais notável que mudou de gênero após a regeneração é o inimigo do Doutor, o Mestre, retratado de 2014 a 2017 pela atriz escocesa Michelle Gomez. A identidade de uma personagem conhecida como Missy foi uma parte fundamental do arco de história da oitava temporada, revelada no penúltimo episódio, "Dark Water" como um abreviamento para "Mistress" ("Mestra" em português). Em "The Magician's Apprentice", Missy insinua que ela já conhecia o Doutor em uma encarnação feminina anterior, mas imediatamente afirmou que podia estar mentindo. O season finale da décima temporada, "World Enough and Time" e "The Doctor Falls", trata da troca de gêneros na regeneração como uma subtrama; O Doutor descreve Missy como seu "primeiro crush masculino" e diz a Bill Potts (Pearl Mackie) que os Senhores do Tempo estavam há "bilhões de anos além de sua obsessão humana com gêneros e seus estereótipos associados". Quando a encarnação anterior masculina de Missy (John Simm) pergunta sarcasticamente se o futuro "vai ser todo das mulheres", o Doutor responde "eu espero que sim".

### Escolha
Em 14 de julho de 2017, foi anunciado que o interprete do Décimo terceiro Doutor seria revelado após a final masculina do Torneio de Wimbledon em 16 de julho de 2017. Imediatamente após o anúncio, Kris Marshall se tornou no mais cogitado na de apostas, embora vinte e quatro horas depois, Jodie Whittaker, notável por seu papel como Beth Latimer na série Broadchurch (também comandada por Chibnall), tornou-se na favorita. Whittaker foi posteriormente anunciada em 16 de julho como a Décima terceira Doutora e vai estrear no especial de Natal de 2017 "Twice Upon a Time". Chibnall afirmou que sempre quis uma mulher para interpretar o papel e Whittaker era sua primeira escolha.

### Traje
As primeiras imagens do traje de Whitaker como Doutora foram divulgadas em 9 de novembro de 2017. Sua roupa apresenta calças azuis de cintura alta com suspensórios, uma camisa preta com uma listra de arco-íris através dela, um casaco azul-lilás e botas de renda marrom. A vestimenta foi elogiada, e alguns revisores encontraram semelhanças com trajes de Doutores anteriores e outros compararam-no ao figurino de Robin Williams na comédia Mork & Mindy.

## Recepção
A recepção a escolha de Whittaker foi controversa entre a base de fãs. Várias pessoas reagiram positivamente à notícia e declararam que a Décima terceira Doutora poderia ser um bom modelo para jovens, enquanto outros criticavam-na como uma "escolha politicamente correta".
O editor do website de notícias LGBT PinkNews, Nick Duffy, usou a escolha para esclarecer os elementos controversos da Lei de reconhecimento de gênero de 2004 e do casamento entre pessoas do mesmo sexo de 2013, escrevendo uma carta falsa do governo afirmando que a Décima terceira doutora ainda era "legalmente um homem", já que o personagem não tinha vivido por duas temporadas nem tinha obtido o consentimento de River Song (Alex Kingston), com quem o Décimo primeiro Doutor se casou no episódio de 2011 "The Wedding of River Song".
No dia seguinte a escolha de Whittaker, o tabloide The Sun publicou fotos censuradas da atriz nua em cenas do filme Venus. A publicação foi criticada pelo grupo de pressão Equal Representation for Actresses, que descreveu a cobertura como "redutora e irresponsável".

O mundo em que vivemos tem uma história de dominação masculina, de estereótipos, de resistência à mudança, de apostas seguras. Doctor Who nunca foi sobre isso. O Doutor  em todas as suas encarnações sempre foi um apaixonado defensor da justiça, igualdade e equidade e resistiu àqueles que procuram dominar ou destruir.

Colin Baker, 17 de julho de 2017
A jornalista Zoe Williams do The Guardian descreveu uma Doutora mulher como "a feminista revolucionária que precisamos agora". Ela elogiou a escolha como sendo "a diferença entre tolerar a modernidade e incorporá-la", afirmando ainda que era uma progressão da quebra do "tabu cultural" de Doctor Who, destacando os acompanhantes bissexuais, Jack Harkness (John Barrowman) e Clara Oswald (Jenna Coleman), bem como a companheira lésbica, negra e pobre Bill Potts (Pearl Mackie) como exemplos anteriores da diversidade do show.
Colin Baker, citando seu próprio personagem em suas histórias introdutórias The Caves of Androzani e The Twin Dilemma, twitou: "Mudança, meus queridos, e nenhum segundo antes do tempo – ela É a Doutora vocês gostem ou não!". O ator também disse ao The Guardian que "nunca foi capaz de pensar em nenhuma razão lógica" por que o Doutor não podia ser uma mulher e se descreveu como "chocado" e "triste" porque alguns fãs estavam prometendo não assistir a série novamente devido a escolha de Whittaker.
Por outro lado, Peter Davison, que retratou o Quinto Doutor entre 1981 e 1984, declarou vários dias depois, durante um painel na San Diego Comic-Con, envolvendo os antigos atores de Doctor Who Colin Baker, John Barrowman e Freema Agyeman, que a personagem poderia causar a "perda de um modelo para os meninos", embora também afirmou que ele era "talvez um dinossauro antigo". Agyeman, que interpretou a personagem Martha Jones entre 2007 e 2009, disse que ficou "surpreendida" com a recepção negativa de alguns fãs e afirmou que a mudança foi uma chave para a força e longevidade da série. No entanto, David Tennant, Billie Piper, Karen Gillan e Barrowman – outros ex-membros do elenco da série – reagiram positivamente às notícias.
O ator de Star Wars John Boyega, que estrelou junto com Whittaker o filme de 2011 Attack the Block, disse que estava orgulhoso de sua colega e afirmou que "ela vai ser incrível". Mark Hoppus, vocalista principal do Blink-182, brincou: "O que vem depois? Médicas verdadeiras? Pilotas? Cientistas mulheres? Irmãs e mães femininas / MULHERES femininas?". Um porta-voz da primeira-ministra Theresa May afirmou que ela ficou "satisfeita" com o fato de Whittaker ter sido escolhida para o papel. No entanto, o jornalista Piers Morgan descreveu sarcasticamente a escolha como "um insulto massivo para a comunidade não-binária neutra em termos de gênero".

## Aparições
A Décima terceira Doutora fez sua estréia em "Twice Upon a Time",  especial de Natal de 2017. Em outubro de 2017, a BBC anunciou que Bradley Walsh, Mandip Gill e Tosin Cole foram escolhidos como os acompanhantes Graham, Yasmin e Ryan, respectivamente, para a décima primeira temporada, e apareceram junto de Whittaker em 2018.